# JFE扇島火力発電所
JFE扇島火力発電所（ジェイエフイーおうぎしまかりょくはつでんしょ）は、神奈川県川崎市川崎区扇島1-1にある火力発電所。

## 概要
日本鋼管京浜製鉄所（当時）の発電所として1〜4号機が順次建設され、1976年に1号機が運転を開始した。
2014年には1号機を廃止し、高効率のコンバインドサイクル発電方式を採用した新1号機を新設する計画が発表された。

## 発電設備
- 総出力：44.15万kW

1号機
発電方式：汽力発電方式
定格出力：13.5万kW
使用燃料：高炉ガス、コークス炉ガス、転炉ガス、都市ガス、重油
熱効率：約37%（低位発熱量基準）
営業運転開始：1976年
2号機
発電方式：汽力発電方式
定格出力：14.2万kW
使用燃料：高炉ガス、コークス炉ガス、転炉ガス、都市ガス、重油
営業運転開始：
3号機
発電方式：汽力発電方式
定格出力：14.2万kW
使用燃料：高炉ガス、コークス炉ガス、転炉ガス、都市ガス、重油
営業運転開始：
4号機
発電方式：汽力発電方式
定格出力：2.25万kW
使用燃料：製鉄所内余剰蒸気
営業運転開始：

### 計画中の発電設備
新1号機（計画中）
発電方式：コンバインドサイクル発電方式
定格出力：25万kW級
　ガスタービン × 1軸
　蒸気タービン × 1軸
使用燃料：高炉ガス、コークス炉ガス、転炉ガス、都市ガス
熱効率：約45%（低位発熱量基準）
着工：2016年10月（予定）
営業運転開始：2019年10月（予定）